# العلاقات الشمال مقدونية الطاجيكستانية
العلاقات الشمال مقدونية الطاجيكستانية هي العلاقات الثنائية التي تجمع بين شمال مقدونيا وطاجيكستان.

## مقارنة بين البلدين
هذه مقارنة عامة ومرجعية للدولتين:
| وجه المقارنة                                              | شمال مقدونيا                                               | طاجيكستان                          |
| --------------------------------------------------------- | ---------------------------------------------------------- | ---------------------------------- |
| المساحة (كم2)                                             | 25.71 ألف                                                  | 143.10 ألف                         |
| عدد السكان (نسمة)                                         | 2.08 مليون                                                 | 8.92 مليون                         |
| الكثافة السكانية (ن./كم²)                                 | 80.9                                                       | 62.33                              |
| العاصمة                                                   | إسكوبية                                                    | دوشنبه                             |
| اللغة الرسمية                                             | اللغة المقدونية، اللغة الألبانية                           | اللغة الطاجيكية                    |
| العملة                                                    | دينار مقدوني                                               | ساماني طاجيكي، الروبل الطاجيكستاني |
| الناتج المحلي الإجمالي (بليون دولار)                      | 11.34 مليار                                                | 7.15 مليار                         |
| الناتج المحلي الإجمالي (تعادل القوة الشرائية) بليون دولار | 29.26 مليار                                                | 24.03 مليار                        |
| الناتج المحلي الإجمالي الاسمي للفرد دولار أمريكي          | 4.85 ألف                                                   | 925                                |
| الناتج المحلي الإجمالي للفرد دولار أمريكي                 | 16.25 ألف                                                  | 2.69 ألف                           |
| مؤشر التنمية البشرية                                      | 0.747                                                      | 0.624                              |
| رمز المكالمات الدولي                                      | +389                                                       | +992                               |
| رمز الإنترنت                                              | .mk                                                        | .tj                                |
| المنطقة الزمنية                                           | توقيت وسط أوروبا، ت ع م+01:00، ت ع م+02:00، أوروبا/سكوبيه ‏ | ت ع م+05:00                        |

## منظمات دولية مشتركة
يشترك البلدان في عضوية مجموعة من المنظمات الدولية، منها:
| علم المنظمة | اسم المنظمة                        | تاريخ انضمام شمال مقدونيا | تاريخ انضمام طاجيكستان |
| ----------- | ---------------------------------- | ------------------------- | ---------------------- |
|             | مؤسسة التنمية الدولية              | 25 فبراير 1993            | 4 يونيو 1993           |
|             | منظمة الأمن والتعاون في أوروبا     | 12 أكتوبر 1995            | 30 يناير 1992          |
|             | مؤسسة التمويل الدولية              | 25 فبراير 1993            | 2 ديسمبر 1994          |
|             | منظمة حظر الأسلحة الكيميائية       | ?                         | ?                      |
|             | الأمم المتحدة                      | 8 أبريل 1993              | 2 مارس 1992            |
|             | الاتحاد الدولي للاتصالات           | 4 مايو 1993               | 28 أبريل 1994          |
|             | منظمة الشرطة الجنائية الدولية      | ?                         | ?                      |
|             | البنك الدولي للإنشاء والتعمير      | 25 فبراير 1993            | 4 يونيو 1993           |
|             | الاتحاد البريدي العالمي            | ?                         | ?                      |
|             | وكالة ضمان الاستثمار متعدد الأطراف | 19 مارس 1993              | 9 ديسمبر 2002          |
|             | يونسكو                             | 28 يونيو 1993             | 6 أبريل 1993           |